# Hana Žáková
Hana Žáková (* 11. listopadu 1968 Třebíč) je česká politička, od roku 2018 senátorka za obvod č. 53 – Třebíč, v letech 2004 až 2008 zastupitelka Kraje Vysočina, v letech 1998 až 2022 zastupitelka (v letech 2000 až 2018 také starostka) obce Koněšín na Třebíčsku, bývalá členka KDU-ČSL, později nestranička za SNK ED a hnutí STAN.

## Život
Před mateřskou dovolenou pracovala u Českých drah jako vedoucí dopravy a přepravy, po mateřské dovolené pak jako sekretářka ve stavební firmě v Třebíči.
Hana Žáková žije v obci Koněšín na Třebíčsku. Je vdaná, s manželem mají dvě děti – syna Martina a dceru Kateřinu.

## Politická kariéra
V komunálních volbách v roce 1998 byla zvolena zastupitelkou obce Koněšín, když jako nezávislá vedla kandidátku subjektu „Sdružení KDU-ČSL, NK“. Následně vstoupila do KDU-ČSL. Jako členka strany obhájila mandát zastupitelky obce ve volbách v letech 2002 a 2006, v obou případech byla lídryní kandidátky. Následně z KDU-ČSL vystoupila. Nicméně mandát zastupitelky obce obhájila i ve volbách v letech 2010, 2014 a 2018. V prvních dvou případech vedla z pozice nestraničky kandidátku SNK ED, ve třetím případě pak z pozice nestraničky kandidátku hnutí STAN. V letech 2000 až 2018 zastávala nepřetržitě post starostky obce, na konci října 2018 ji vystřídal Jiří Chalupa. V komunálních volbách v roce 2022 již do zastupitelstva Koněšína nekandidovala.
V krajských volbách v roce 2004 byla za KDU-ČSL zvolena zastupitelkou Kraje Vysočina. Ve volbách v roce 2008 obhajovala mandát jako nestranička za SNK ED, ale neuspěla. O návrat se pokusila ve volbách v roce 2012 opět jako nestranička za SNK ED, tentokrát na kandidátce subjektu „Pro Vysočinu“ (tj. SNK ED a hnutí Nestraníci), avšak opět neúspěšně (skončila jako první náhradnice). Nepodařilo se jí to ani ve volbách v roce 2016 jako nestraničce za SNK ED na kandidátce subjektu „Starostové PRO VYSOČINU“ (tj. SNK ED a hnutí STAN). Také v krajských volbách v roce 2020 neúspěšně kandidovala do Zastupitelstva Kraje Vysočina, a to z 20. místa kandidátky subjektu „Starostové pro Vysočinu“ (tj. hnutí STAN a SNK ED).
Ve volbách do Poslanecké sněmovny PČR v roce 2002 kandidovala jako členka KDU-ČSL za „Koalici KDU-ČSL, US-DEU“ v Kraji Vysočina, ale neuspěla. Zvolena nebyla ani ve volbách v roce 2010, kdy kandidovala jako nestranička za VV (figurovala na 3. místě kandidátky).
Ve volbách do Senátu PČR v roce 2018 kandidovala jako nestranička za hnutí STAN v obvodu č. 53 – Třebíč. Podpořily ji i SNK ED, ODS a Pro Třebíč. Se ziskem 28,49 % hlasů vyhrála první kolo voleb a ve druhém kole se utkala s nestraníkem za hnutí ANO 2011 Miroslavem Michálkem. Toho porazila poměrem hlasů 77,46 % : 22,53 % a stala se senátorkou.
V Senátu je členkou Senátorského klubu Starostové a nezávislí, Stálé komise Senátu pro práci Kanceláře Senátu, Stálé komise Senátu pro krajany žijící v zahraničí, Výboru pro hospodářství, zemědělství a dopravu, Podvýboru Organizačního výboru pro státní vyznamenání, je rovněž předsedkyní Podvýboru pro energetiku a dopravu Výboru pro hospodářství, zemědělství a dopravu.
Ve volbách do Senátu PČR v roce 2024 obhajovala jako nestranička za hnutí STAN mandát senátorky v obvodu č. 53 – Třebíč. Podporují ji také SNK ED a ODS. V prvním kole vyhrála, když získala 41,22 % hlasů. Ve druhém kole se utkala s nestraníkem za hnutí ANO Drahoslavem Rybou. Toho posléze porazila se ziskem 56,22 % hlasů, čímž svůj senátorský mandát obhájila.